# 巴而朮·阿而忒·的斤
巴而朮·阿而忒·的斤（?—?），又作巴剌术黑、八儿出阿儿忒，是13世纪初高昌回鶻的亦都护。
亦都护也作“亦都兀惕”，国主号，意为“幸福之主”。巴而术阿而忒的斤早年臣服西辽，在蒙古帝国强盛後（西辽天禧三十二年、元太祖成吉思汗四年），1209年，因不堪压迫和勒索，杀西辽之少监，遣使臣服蒙古，叛辽投靠成吉思汗，次年，战胜蒙古夙敌蔑儿乞部首领脱黑脱阿子忽秃等于崭河（今昌吉河），遣使告捷，并贡珍宝。于是被成吉思汗册封，被铁木真认作仅次于术赤、察合台、窝阔台、拖雷的第五子，“使与诸皇子约为兄弟，宠异冠于诸国”。1211年，巴而朮阿兒忒的斤至怯绿连河（今克鲁伦河）畔朝见成吉思汗，成吉思汗将女儿也立安敦许嫁于他，他仍为亦都护，统领畏兀儿地。在别失八里设尚书省和达鲁花赤。1219年，之后率畏兀儿兵万人随蒙古军攻打花剌子模、波斯，破养吉于城。1226年，从攻西夏，有战功。窩阔台即位后，也立安敦公主未婚先卒，又许以阿剌只公主，未及成婚，他已去世，其子乞失马思（怯失迈失）即位，娶阿剌只公主为妻。

## 延伸阅读
[在维基数据编辑]
 《元史/卷122》，出自宋濂《元史》
 《新元史/卷116》，出自柯劭忞《新元史》